# 悪の華 (マウンテンのアルバム)
『悪の華』（あくのはな、Flowers of Evil ）は、アメリカのロック・バンドのマウンテンが1971年に発表した3作目のアルバムである。

## 解説
アルバムの片面には新曲のスタジオ録音、片面には1971年6月にニューヨークのフィルモア・イーストで収録されたライヴ録音が収録された。
「ミルクとハチミツの夢」はレスリー・ウェストのソロ・アルバム『マウンテン』（1969年）の収録曲。
チャック・ベリーの「ロール・オーバー・ベートーヴェン」のカヴァー「ベートーヴェンをぶっ飛ばせ」がシングルカットされた。

## 反響
アメリカのBillboard 200では前2作を下回る35位に終わり、本作からのシングル・ヒットは出なかった。一方、1972年2月に発売された日本盤LPはオリコンLPチャートで6位を記録して、マウンテンの日本における最大のヒット作となった。

## 収録曲
LPレコードの表記に基づく。

### Side 1: スタジオ
1. 悪の華 "Flowers of Evil" (West/Pappalardi/Rea) - 4:52
2. 王様のコラール "King's Chorale" (Pappalardi) - 1:04
3. 最後の冷たいキス "One Last Cold Kiss" (Pappalardi/Collins) - 3:54
4. クロスローダー "Crossroader" (Pappalardi/Collins) - 4:53
5. 誇りと情熱 "Pride And Passion" (Pappalardi/Collins) - 7:11

### Side 2: ライブ
1. 幻想の世界 "Dream Sequence" - 25:03
  1. ギター·ソロ "Guitar Solo" (West)
  2. ベートーヴェンをぶっ飛ばせ "Roll Over Beethoven"(Chuck Berry)
  3. ミルクとハチミツの夢 "Dreams of Milk and Honey" (West/Pappalardi/Ventura/Landsberg)
  4. バリエイションズ（変奏曲） "Variations" (West/Pappalardi/Laing/Knight)
  5. 白鳥のテーマ "Swan Theme" (Pappalardi/Collins)
2. ミシシッピー・クイーン"Mississippi Queen" (West/Pappalardi/Laing/Rea) - 3:49

## 参加ミュージシャン
- レスリー・ウェスト（Leslie West） – ボーカル、ギター
- フェリックス・パパラルディ（Felix Pappalardi） – ボーカル、エレクトリックベース
- スティーヴ・ナイト（Steve Knight） – キーボード
- コーキー・レイング（Corky Laing） – ドラムス